# 10097 Humbroncos
A 10097 Humbroncos (ideiglenes jelöléssel (10097) 1991 RV16) a Naprendszer kisbolygóövében található aszteroida. Henry Holt fedezte fel 1991. szeptember 15-én.

## Kapcsolódó szócikk
- Kisbolygók listája (10001–10500)